# Ozerivka, Bereznehuvate
Ozerivka (în ucraineană Озерівка) este localitatea de reședință a comunei Ozerivka din raionul Bereznehuvate, regiunea Mîkolaiiv, Ucraina.

## Demografie
Componența lingvistică a localității Ozerivka
     Ucraineană (91,95%)
     Rusă (7,63%)
Conform recensământului din 2001, majoritatea populației localității Ozerivka era vorbitoare de ucraineană (91,95%), existând în minoritate și vorbitori de rusă (7,63%).